# Catasetum expansum
Catasetum expansum es un especie de orquídea epifita originaria de Ecuador.

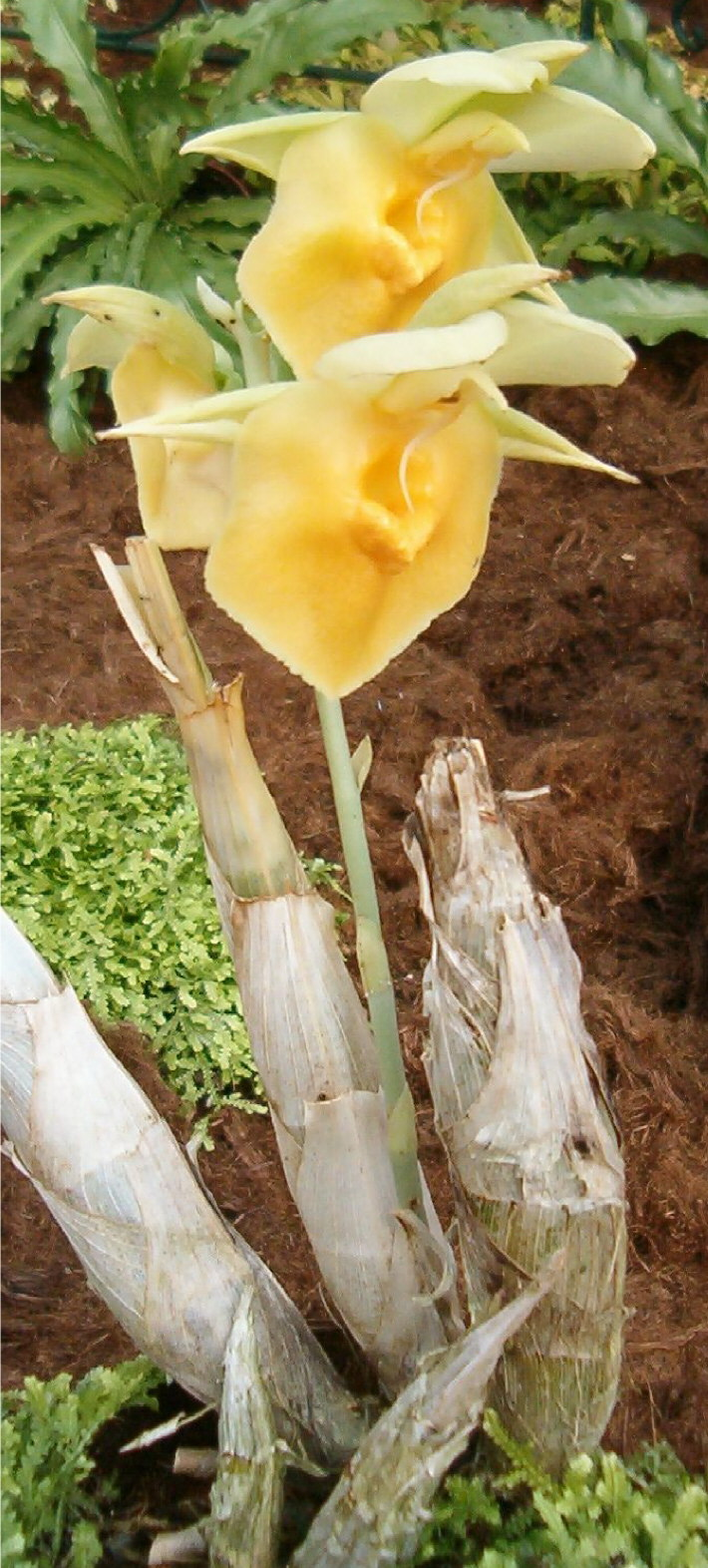
Detalle de la flor

## Descripción
Es una planta epifita, con pseudobulbos alargados y hojas delgadas, caducas y con gruesas nervaduras. Su inflorescencia es basal, y presenta de 5 a 15 flores masculinas o de 3 a 5 flores femeninas. Es raro, pero sucede que de la misma inflorescencia existen los dos tipos de flores. También suelen presentar flores hermafroditas.
Esta especie en particular presenta muchos colores, en las flores: verde, amarillo, blanco, naranja, rojo escarlata, concho vino y rojo. Algunas presentan manchas rojas y de color café; el labio es en forma de platillo, y su callo es grueso.

## Distribución
Esta planta se encuentra en Ecuador en las provincias de Manabí, Esmeraldas, Guayas, Santa Elena y Carchi.

## Curiosidades
Esta planta y Catasetum macroglosum son conocidas como suelda con suelda; son buscadas por los campesinos de la costa del Ecuador para curar golpes, fracturas, zafaduras o cualquier dolencia relacionada con dolores musculares o con los huesos. Sus pseudobulbos son comercializados en tiendas de remedios caseros y populares.
Las flores de esta especie atraen abejorros (Bombus), insectos que aprecian la fragancia de estas flores: llegan a disputarse la flor más de 15 de ellos.

## Hábitat
Bosques secos de Ecuador.

## Taxonomía
Catasetum expansum fue descrito por Heinrich Gustav Reichenbach y publicado en Otia Botanica Hamburgensia 9. 1878.
Etimología
Ver: Catasetum
expansum: epíteto latino que significa "expandido", por la forma abierta de sus flores.
Sinonimia
- Catasetum cliftonii auct. (1911)
- Catasetum platyglossum Schltr. (1916)[4]